# Thangelstedt
Thangelstedt ist ein Ortsteil der Stadt Blankenhain im Landkreis Weimarer Land, Thüringen.

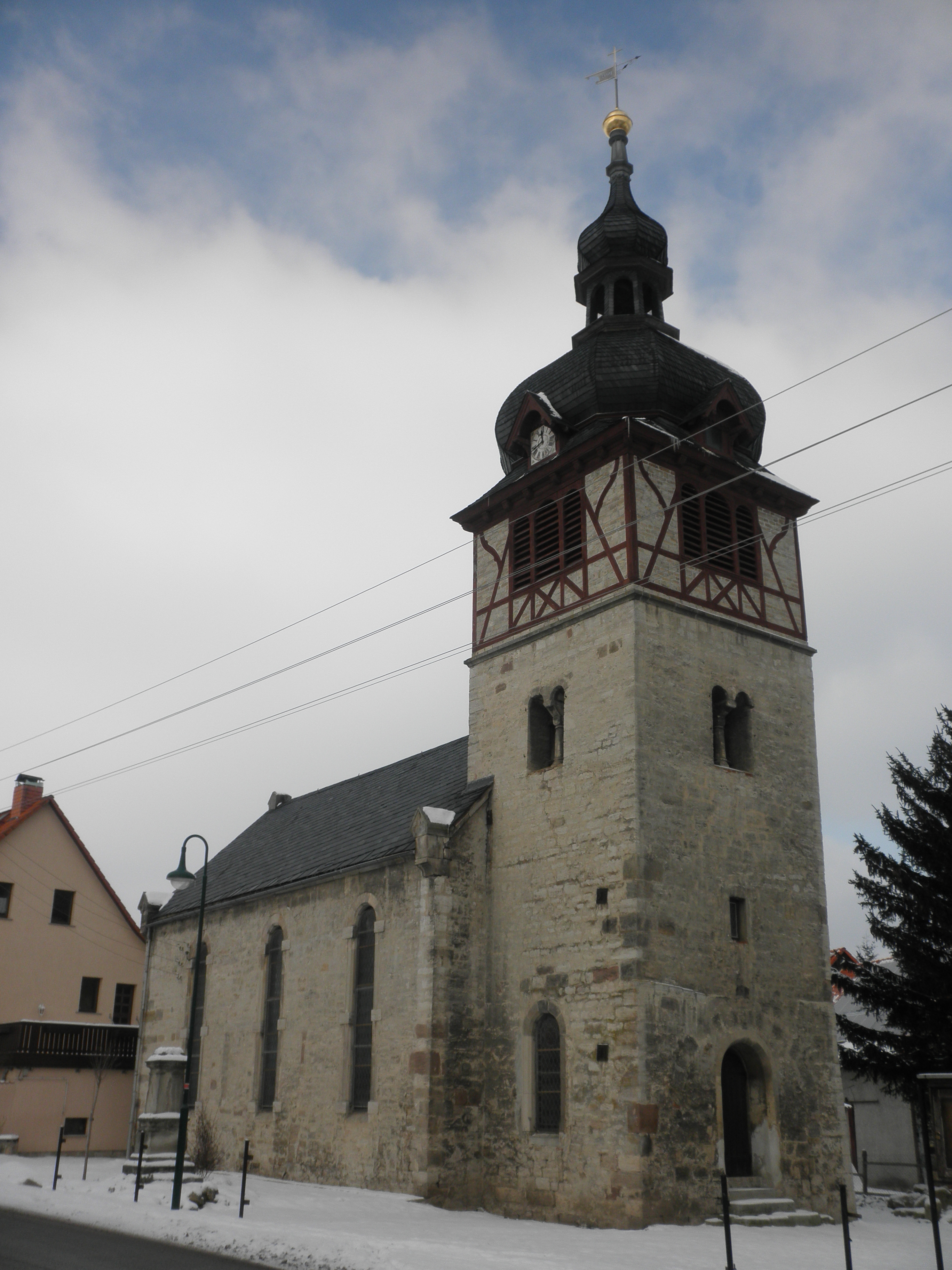
Dorfkirche (2012)

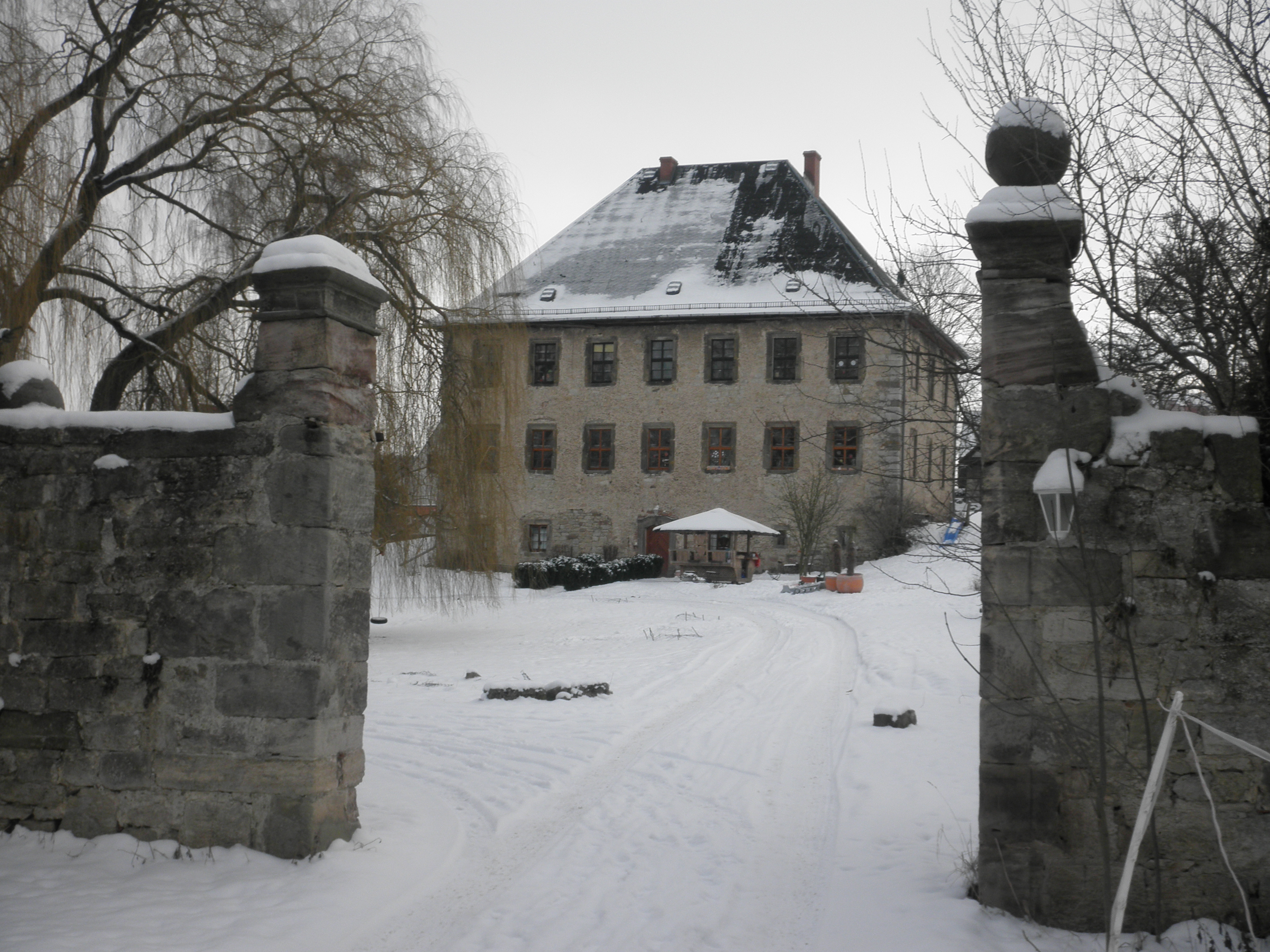
Schloss Thangelstedt (2012)

## Geografie und Geologie
Thangelstedt liegt etwa fünf Kilometer südwestlich von Blankenhain entfernt. Westlich in etwa gleicher Entfernung erreicht man Kranichfeld über Tannroda auf der Landesstraße 1060. Das Gelände der Flur des Ortes ist stark kupiert. Meist sind die Muschelkalkverwitterungsböden grundwasserfern.

## Geschichte
Im Herbst 954 versöhnte sich Otto I. hier mit seinem erstgeborenen Sohn Liudolf und errang anschließend den Sieg über die Ungarn in der Schlacht auf dem Lechfeld. Das war auch die erste urkundliche Erwähnung des Ortes. Wolfgang Kahl weist den 16. Dezember 954 nach. Erst nannte man den Ort Sulfelt (Saufeld). 1681 erhielt der Ort Saufeld den Namen Thangelstedt nach dem Familiennamen des Rittergutbesitzers und Jägermeisters Christoph Friedrich von Thangel. Dieser kam 1683 in den Besitz von Schloss und Gut Tannroda. Das Dorf war damals Reichsgut. 1642 konnten nur noch 8 % der Flächen wegen zu hoher Menschenverluste durch den Dreißigjährigen Krieg bearbeitet werden. Später und bis jetzt ist der Ort landwirtschaftlich geprägt. Nach der Wende fanden die Bauern neue Wege zur Landbewirtschaftung.

## Die Kirche
Auf den Grundmauern einer Vorgängerkirche, die einem Brand zum Opfer gefallen war, wurde die heutige Kirche errichtet und am 1. Advent 1897 eingeweiht. Eine Erneuerung der Kirchturmspitze erfolgte 2007. Kirchhof und -garten wurden 2009/2010 saniert.

## Das Schloss
Im 15. Jahrhundert wurde das alte Schloss als Herrenhaus errichtet und 1488 von Graf von Gleichen-Blankenhain an die Familie von Bünau verkauft. Der oben bereits erwähnte Christoph Friedrich von Thangel, Hochfürstlicher Rat und Jägermeister zu Weimar, erwarb 1681 das Rittergut für 5000 Gulden. Anfang des 20. Jahrhunderts wurde das Anwesen von Baron von Gross erworben. Nach dessen Ableben war es Teil der Erbengemeinschaft und wurde 2019 an einen neuen privaten Eigentümer verkauft, der das Herrenhaus liebevoll und denkmalgerecht saniert und mit seiner Familie selbst bewohnt. (Lage→)

## Persönlichkeiten
- Alfred Feuerstein (1884–1949), Schutztruppler und Postbeamter in Deutsch-Südwestafrika